# Cixí
La emperatriz viuda Cixi (chino: 慈禧, pronunciado [ʦʰɯ˧˥ɕɨ˨˩]; pinyin: Cíxǐ, Wade-Giles: Tz'u-hsi) (29 de noviembre de 1835-15 de noviembre de 1908) fue la gobernante regente del Imperio chino entre 1861 y 1908 y, como tal, fue una figura clave en el ocaso de la dinastía Qing.
Cixi fue concubina y posteriormente emperatriz viuda del emperador Xianfeng. Mujer de gran ambición, a la muerte de su marido Xianfeng en 1861, Cixi maniobró para hacerse con la regencia de su hijo, el emperador Tongzhi (1861-1875). A la muerte de este, fue regente de su sobrino, el emperador Guangxu (1875-1908), al que había nombrado emperador de forma irregular. Una vez Guangxu alcanzó la mayoría de edad en 1887, Cixi mantuvo las riendas del poder como cabeza del clan imperial, y tras un golpe palaciego en 1898, hizo aprisionar a Guangxu y retomó el control directo del poder hasta su propia muerte en 1908. Se cree que su nombre de pila era Orquídea, pasando a ser llamada Noble Dama Lan al ser nombrada concubina imperial. Tras conseguir el rango de emperatriz viuda, pasó a llamarse T'zu-Hsi (Cixi), que en chino significa Emperatriz del Palacio Occidental, en referencia al palacio que ocupaba en la Ciudad Prohibida.
Su etapa en el poder coincidió con los años de declive de la dinastía Qing. Cixi es una figura controvertida, percibida a la par como una gran reformadora y una fuerza reaccionaria y conservadora dentro del imperio Qing. Por un lado, logró estabilizar China luego de la segunda guerra del Opio (1856-1860) y de los estragos causados por la Rebelión Taiping (1850-1864), que había costado la vida a unos 30 millones de chinos, y reafirmó el poder del gobierno central en un momento en que la dinastía Qing parecía llamada a su fin. Igualmente, su gobierno trató de fomentar el crecimiento económico de China, mejorar las relaciones con las potencias occidentales y reafirmarse en la esfera internacional. 
Sin embargo, Cixi no estuvo interesada en modernizar China, salvo cuando esto le beneficiaba personalmente. Toda su actividad política de Cixi se centró en asegurarse en todo momento su permanencia en el poder. Receló siempre de los oficiales y mandarines reformistas, y de los gobernadores provinciales, a los que percibía como una amenaza a su propio poder. La mayor parte de los intentos de modernización se centraron en la industrialización de ciertos sectores, como la industria militar o naval y solo fueron posibles porque fueron propuestos o llevados a cabo por favoritos y sicofantes, como Zeng Guofan, Zuo Zongtang o Li Hongzhang, que a menudo usaron estas reformas para lucrarse personalmente. Pese a su moderada política de modernización económica, Cixi renegó de cualquier intento de reforma estructural del estado Qing y de la sociedad China. El único intento serio de modernizar el estado, los cien días de reformas del emperador Guangxu (1898), culminaron con un golpe palaciego en el que Cixi arrestó al emperador Guangxu y tomó el control directo del poder.
Por todo ello, Cixi nunca estuvo interesada en articular una política modernizadora coherente y efectiva, a menudo caracterizada por repentinos giros conservadores y reaccionarios, seguidos de períodos de reformas parciales o mal planteadas. Fundamentalmente, fue incapaz de imponer un consenso e incluso cultivó la división entre las clases altas y la nobleza manchú sobre cómo atajar los problemas de China. Para finales del siglo XIX, la sociedad China estaba divididas entre facciones prooccidentales, que exigían modernizar China al estilo del Japón de la restauración Meiji, y facciones tradicionalistas y antioccidentales que exigían volver a un período de pureza confuciana. Espoleada por una gran desconfianza hacia las potencias occidentales, las tendencias xenófobas de Cixi y de buena parte del estamento manchú culminaron con su mal ocultado apoyo a la rebelión de los bóxers (1899-1901), que condujeron a la toma de Pekín por parte de las potencias occidentales, la fuga de la Corte Imperial a Xi'an y acabaron por forzar a Cixi a aceptar modernizar China en una situación de bancarrota nacional. 
Murió en 1908, un día después de su sobrino, el emperador Guangxu, habiendo instalado en el trono a Puyi, un sobrino-nieto suyo que sería el último emperador de China

## Biografía

### Juventud
Cixi nació en 1835 en el seno de una familia manchú del clan Yehenara. Era hija de Huizheng, quien ejercía de mandarín de bajo rango, y pertenecía al Estandarte del Borde Azul, el estandartes menos prestigiosos de los ocho en los que se dividían los clanes manchú. Su madre, también manchú, era de mejor familia, pues provenía del mucho más prestigioso clan Niohoru. Cixi posiblemente nació en Pekín, donde su padre trabajaba en aquel momento. Posteriormente, la familia se trasladó a Wuhu, donde Cixi pasó parte de su infancia. 
De vuelta a Pekín, en 1851 fue llamada a la Corte junto con su hermana, a fin de formar parte del proceso de selección de esposas para el emperador Xianfeng. Este proceso estaba reservado a jóvenes de origen manchú, fuera cual fuese su actual estatus social. Cixi fue una de las pocas candidatas elegidas, posiblemente por su belleza o ausencia de taras. Fue seleccionada como consorte de sexto rango, el más bajo, con el nombre de Noble Dama Lan (蘭貴人). En calidad de consorte de sexto rango, Cixi no podía aspirar a mucho más que a servir a las consortes de mayor rango.

### Consorte imperial

Retrato de la Emperatriz Viuda Ci'an (co-regente de Cixi), con la que Cixi protagonizó el Golpe de Xinyou.

A diferencia de la mayor parte de las mujeres manchú de la casa imperial, Cixi era conocida por su habilidad para leer y escribir en chino y en manchú, y dedicó parte de su juventud como concubina en la Ciudad Prohibida a educarse en los clásicos chinos como Confucio o Micio. Su habilidad para responder con citas eruditas extraídas de los clásicos chinos la ganó la admiración de los mandarines de la Ciudad Prohibida. Al tiempo, Cixi comenzó a cultivar la amistad de los eunucos de palacio.
En 1854, Cixi fue elevada a consorte de quinto rango con el título de Concubina Imperial Yi (懿嬪). Su elevación en rango estuvo relacionada con la aparente infertilidad de la pareja imperial. La concubina Zhen del clan Nihouru había sido nombrada emperatriz consorte por el emperador Xiangfen en 1852, pese a lo cual no había conseguido quedarse embarazada. La "electora" de Cixi, la emperatriz viuda Xiaojingcheng, decidió seguir el consejo de los eunucos de palacio y elevar a Cixi de rango a fin de facilitar que esta mantuviera relaciones con el emperador. Tras varios encuentros, en 1855 Cixi quedó embarazada, y el 27 de abril de 1856 dio a luz al futuro emperador Tongzhi. 
Poco después de dar a luz, fue elevada a consorte de cuarto rango con el título de "Consorte Yi" (懿妃). En 1857, cuando su hijo alcanzó el año de edad, fue elevada al tercer rango como "Noble Consorte Yi" (懿貴妃). Esto la colocaba solo por debajo de la Emperatriz Ci'an entre las mujeres de la casa del Emperador Xianfeng. 
Su habilidad con las letras, el desinterés de Ci'an y el propio Xianfeng, y su red clientelar de espías entre los eunucos hicieron que pronto Cixi empezara a asistir al emperador con las tareas de gobierno, alcanzando pronto gran influencia en ellas.
Cuando estalló la segunda guerra del Opio en septiembre de 1860, y ante la clara amenaza de que los ejércitos occidentales invadiesen la Ciudad Prohibida, el emperador Xianfeng, junto con la familia imperial y algunos miembros destacados de la Corte, huyeron con la excusa de que iban a cazar en su residencia en Rehe, situado al norte de Pekín más allá de la Gran Muralla. Allí, el emperador murió, posiblemente a causa de su adicción al opio, el 22 de agosto de 1861. Aunque para entonces las relaciones entre Cixi y Xianfeng se habían enfriado, Cixi consiguió que, antes de morir, este decretara que se establecería un consejo de regencia compuesto de ocho regentes. Este incluía a los poderosos ministros Sushun, Zaiyuan y Duanhua, los tres nobles de origen manchú, y a Jingshou, Muyin, Kuangyuan, Du Han y Jiao Youying. El príncipe Chun y el príncipe Kung, ambos ambiciosos hermanos del emperador quedaron en principio excluidos de la regencia, así como en un principio las propias Cixi y Ci'an, aunque pronto se exigió que a las emperatrices viudas se les concedía la custodia del emperador Tongzhi, y se les permitiera escuchar desde detrás de las cortinas, esto es, ejercer el poder. 
Tras la muerte de Xianfeng, la Corte esperó tres meses a una fecha propicia para trasladar el cadáver de Xianfeng a las tumbas Qing. Mientras, el hermano de Xianfeng, el príncipe Kung, se había hecho cargo del gobierno de Pekín para pactar con las potencias occidentales el fin de la guerra del Opio. En Rehe, Cixi temía la posibilidad de una conspiración palaciega. Al parecer, el también consejero regente Sushun estaba organizando un golpe de Estado para derrocar a las dos corregentes y hacerse él con el poder imperial. Para prevenir esto, Cixi y Ci'an se aliaron con el príncipe Kung, quien hizo mandar una escolta militar para proteger a las regentes una vez el cortejo fúnebre de Xianfeng se puso en marcha hacia Pekín. 
Cixi se aseguró de adelantarse al catafalco del emperador, custodiado por Sushun, y entró en Pekín unos días por delante de Sushun junto con su hijo Tongzhi y Ci'an. Empleó este tiempo para planear como proceder con el príncipe Kung. Se decidió el arresto inmediato de Sushun y sus aliados Zaiyuan y Duanhua, acusados de alta traición. En lo que se conoce como el Golpe de Xinyou, Cixi hizo ejecutar a Sushun, mientras que Zaiyuan y Duanhua fueron obligados a suicidarse. Cixi y Ci'an fueron confirmadas como regentes, y el príncipe Kung como consejero principal de la regencia.

## Regencia del emperador Tongzhi

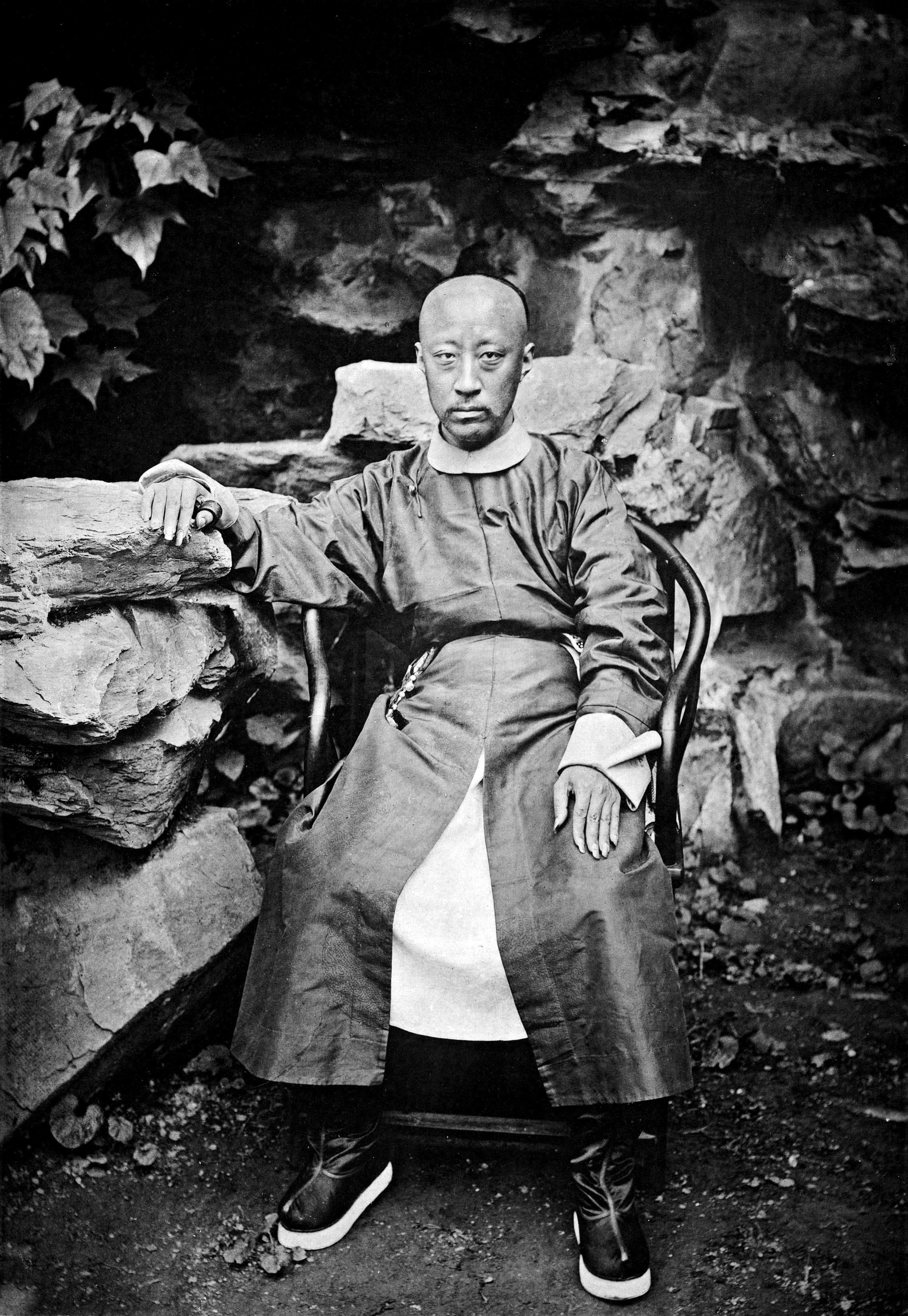
El príncipe Kung en 1872.

Así, en 1861, Cixi y la también emperatriz viuda Ci'an (慈安), se convirtieron en monarcas regentes en nombre del hijo de Xianfeng, el emperador Tongzhi (同治), que asumiría el poder imperial al alcanzar la mayoría de edad en 1873. Entre 1861 y 1873, las dos emperatrices regentes, asesoradas por el príncipe Kung, hermano del emperador fallecido, ejercieron el poder imperial de manera conjunta. 
Los primeros años de la regencia de Cixi son conocidos como la "Era de Regeneración" o Restauración de Tongzhi, la primera fase del movimiento de autofortalecimiento que se extiende entre 1861 y 1898. La rebelión Taiping fue derrotada con ayuda occidental en 1864, poniendo fin a 15 años de guerra civil que habían costado la vida de unos 30 millones de personas. Las relaciones con las potencias occidentales se estabilizaron por medio de la paz impuesta por el Tratado de Tianjin (1858) y de la Convención de Pekín (1860), por medio de los cuales China se veía obligada a pagar onerosas reparaciones de guerra y abrir relaciones diplomáticas en pie de igualdad con el Reino Unido, Francia, Rusia, y los Estados Unidos de América. También se legalizaba el comercio del opio, y se permitía la entrada de misioneros cristianos (bajo la protección nominal de Francia). Las potencias occidentales estaban interesadas en asegurar la estabilidad interna de China, pues el mercado interno de 400 millones de habitantes era una potencial y fabulosa fuente de riqueza para los comerciantes occidentales. 
La corte de Pekín, controlada por Cixi, veía con recelo y xenofobia la apertura comercial dirigida por el príncipe Kung, que había quedado a cargo de las relaciones internacionales como jefe del Zongli Yamen (el recién formado Ministerio de Asuntos Exteriores). Los abusos de los misioneros occidentales, la reticencia de la clase de los mandarines a industrializar china, y sobre todo, el colapso de la Convención Alcock cuando el tratado de Tianjin fue revisado en 1865 a favor de los intereses chinos, supuso el giro de Cixi a posturas cada vez más conservadoras. Pronto la emperatriz Cixi se erigió en garante de la sociedad tradicional confuciana, y en el símbolo unitario de las clases medias y altas de la sociedad China.
Aun así, Cixi percibía la amenaza occidental, y sabía que la sociedad agraria tradicional era incapaz de competir con las potencias industriales de occidente. Por ello, Cixi decretó por primera vez en la historia China que China debía aprender de Occidente e importar conocimiento y tecnología. Cixi apoyó abiertamente los intentos de Zeng Guofan, Li Hongzhang y Zuo Zongtang de industrializar el sur del país, y en 1862 decretó la apertura de la Tongwen Guan, una escuela de idiomas extranjeros en Pekín especializada en enseñar astronomía, matemáticas, francés, inglés y ruso. También permitió que grupos de jóvenes marcharan a Estados Unidos a estudiar en sus universidades.
El programa de modernización pronto se encontró con dificultades. Para la mayor parte de los mandarines de la Corte y la propia Cixi, lo único en lo que occidente era superior a China era en tecnología militar, por lo que el énfasis de todo el programa se puso en estos aspectos, ignorando todo intento de las potencias occidentales por introducir el telégrafo y los ferrocarriles en China.
La modernización militar fue difícil. Cixi intentó comprar una flota de barcos de guerra británicos. Cuando estos llegaron a China, estaban tripulados por marineros occidentales, y su comandante, el británico George Gordon, se negó a entregar el control de la flota a personal chino. La corte, furiosa, rechazó esto como una broma internacional, y los barcos fueron devueltos al Reino Unido. Esto impidió que China desarrollara una marina moderna hasta finales del siglo XIX. 
Se ha argumentado que los fracasos en la modernización de China y sus relaciones con Occidente hicieron que Cixi tendiera a posturas cada vez más conservadoras, y que solo estaba dispuesta a escuchar a los occidentales cuando sus propuestas no infringieran su propio control sobre el gobierno de China. Bajo el pretexto de que una vía férrea era tan ruidosa que ello despertaría a los emperadores enterrados cerca de la misma, Cixi prohibió su construcción. Cuando ésta fue adelante en 1877, Cixi exigió que los trenes fueran impulsados por caballos. Cixi estaba especialmente alarmada por las ideas liberales de los chinos que había estudiado en el extranjero, y siempre vio en ellos una amenaza a su propio poder. En 1881 Cixi decidió por ello prohibir la salida al extranjero de los súbditos chinos, y retiró todo apoyo a los intentos extranjeros de modernizar China.

### Reinado del emperador Tongzhi
En 1872 el emperador Tongzhi alcanzó la mayoría de edad, y fue casado a instancias de la emperatriz viuda Ci'an con la emperatriz Jiashun. Jianshun era hija del príncipe Zheng, uno de los ocho regentes originales que Cixi y Ci'an habían acusado de formar parte del Golpe de Xinyou en 1861. Cixi había ordenado el suicidio de Zheng, con lo que las tensiones entre Jiashun, la hija del mismo, y Cixi afloraron pronto. Aunque el matrimonio entre Tongzhi y Jianshun significó formalmente el fin de la regencia de Cixi y Ci'an, el férreo control que Cixi ejercía sobre la administración, su propio hijo, y los eunucos de palacio hicieron que Tongzhi aceptara seguir los consejos de Cixi en los asuntos de estado, con lo que de facto estos continuaron bajo el control de Cixi.
El emperador Tongzhi había recibido a una rigurosa educación confuciana a instancia de su madre. Entre sus tutores se encontraban destacados eruditos, como Li Hongzao, Qi Junzao, Weng Xincun, Weng Tonghe, y Woren. Pese a los intentos de los tutores imperiales por interesar a Tongzhi en los clásicos confucianos, el emperador siempre demostró escaso interés por los estudios. Según Weng Tonghe, el emperador no fue capaz de leer frases completas en chino hasta la edad de 16 años. Preocupada por la incapacidad de su hijo para estudiar, Cixi lo presionó aún más. Así, pese a que la edad tradicional para ascender al trono fueran los 14 años, Tongzhi solo comenzó a ejercer el poder oficialmente a los 18 años, en 1873, y aún entonces permitió a su madre mantener las riendas del poder. 

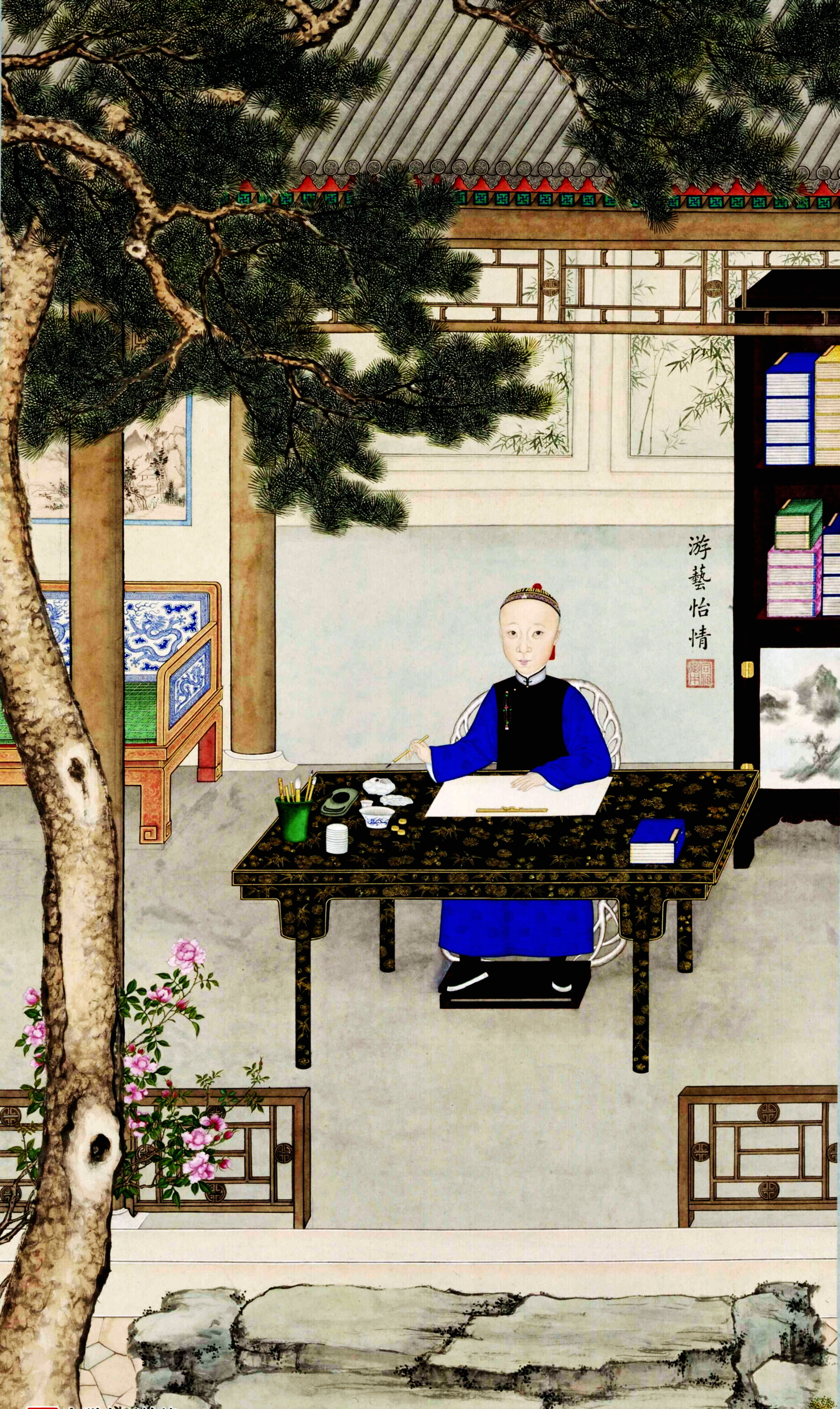
Retrato del emperador Tongzhi durante sus estudios. Las altas expectativas de Cixi podrían haber causado el desinterés de Tongzhi hacia los estudios.

Quizás con poca sorpresa, el emperador Tongzhi demostró rápidamente su incompetencia en el trono. Durante su breve reinado personal (1873-1875), Tongzhi solo tomó dos decisiones importantes. Primeramente, decretó que el Palacio de Verano, destruido por las tropas inglesas y francesas durante la segunda guerra del Opio, debía ser completamente reconstruido con el pretexto de ser un regalo para Cixi y Ci'an. Se ha sugerido que el decreto de reconstrucción también fue un intento de desplazar a Cixi fuera de la Ciudad Prohibida, a fin de que Tongzhi pudiera ejercer el poder sin la influencia continua de su madre.
El tesoro imperial estaba casi vacío después de dos décadas de rebeliones y conflictos con las potencias occidentales, por lo que Tongzhi pidió al Departamento de Finanzas que hallara una forma de financiar la costosa reconstrucción. También animó a la nobleza y los mandarines de primer rango a donar fondos privados para la reconstrucción, que empezó en 1873. Una vez comenzada, Tongzhi empezó a visitar las obras una vez al mes, y usando esto como excusa, pasar tiempo alejado de la corte dedicado a sus propios placeres.
Las cada vez más largas ausencias del emperador causaron preocupación entre los tíos del emperador, el príncipe Kung y el príncipe Chun, y los más altos consejeros del imperio, quienes perfilaron su alarma en un memorando escrito para Tongzhi. En él, suplicaban al emperador que paralizara las obras del Palacio de Verano, y volviera a atender los asuntos de estado. Tongzhi, furioso, emitió su segundo gran acto político: un decreto imperial en agosto de 1874 por medio del cual retiraba el título de príncipe al príncipe Kung y lo degradaba al estatus de plebeyo. Dos días después, expandió el decreto para incluir en él al príncipe Dun, al príncipe Chun, al príncipe Fu, a Jingshou, al príncipe Qing, a Wenxiang, a Baojun, y a los grandes consejeros Shen Guifen y Li Hongzao.
Ante el alarmante cariz de los acontecimientos, Cixi y Ci'an hicieron una aparición pública sin precedentes en la Corte, donde criticaron al emperador por haber despedido y degradado a sus principales consejeros, y le exigieron que rescindiera el decreto. Cixi llegó a decirle a su hijo que "sin el príncipe Kung, ni tú ni yo existiríamos hoy en día."
Sintiéndose desautorizado e incapaz de hacer valer su autoridad, Tongzhi abandonó todo interés por los asuntos de estado. Se rumoreaba que había contraído la sífilis, y cuanto menos empezó a parecer realmente enfermo hacia finales de 1874. Los médicos imperiales extendieron el rumor de que padecía viruela, e impusieron un tratamiento tradicional; el diagnóstico de viruela parece el más factible, dada la prevalencia de la misma en China, y la sintomatología del emperador. En todo caso, unas pocas semanas después, el 13 de enero de 1875, el emperador Tongzhi falleció. Su emperatriz, Jiashun, murió en marzo de 1875, allanando el camino para que Cixi recuperara las riendas del poder. 

### Elección del emperador Guangxu
El fallecimiento repentino de Tongzhi dejó un vacío de poder en la línea sucesoria. La costumbre confuciana exigía que el sucesor del emperador fuera de una generación inferior a la suya a fin de poder participar en los ritos del culto ancestral. De otro modo el emperador fallecido no sería ancestro del emperador reinante, y el alma del emperador fallecido no podría descansar en paz. 
Esto suponía una gran dificultad para Cixi, pues todos los parientes de Tongzhi elegibles eran hijos de sus enemigos políticos, o suponían la pérdida efectiva de su control sobre el trono. El mismo día de la muerte de Tongzhi, Cixi convocó al Gran Consejo y expuso los tres candidatos al trono, todos ellos miembros del clan imperial que, en su opinión, eran elegibles:
-Pulun, de dos meses de edad, nieto del hijo mayor del emperador Daoguang.
-Zaicheng, hijo mayor del príncipe Kung, de 18 años de edad.
-Guangxu, hijo del príncipe Chun y de la propia hermana de Cixi, de 3 años de edad.
Según la norma confuciana, de estos tres solo Pulun era elegible para el trono, y por tanto primero en la línea sucesoria: era hijo de un primo de Tongzhi, por lo que cumplía el requisito de pertenecer a la siguiente generación. Sin embargo, Cixi lo descartó inmediatamente aduciendo que el padre de Pulun había sido adoptado por su abuelo, y pertenecía a una rama menor de la familia imperial, de lo que no había ningún precedente histórico. El príncipe Kung replicó ofreciendo el ejemplo del emperador Jiajing de la dinastía Ming, que Cixi rechazó afirmando que el reinado de Jiajing había sido un período de desastre. La poca influencia del padre de Pulun hizo el resto. 
Cixi también descartó al hijo del príncipe Kung, en este caso aduciendo que el trono no podía prescindir de los consejos del propio príncipe Kung quien, de haber sido su hijo elegido, la costumbre confuciana exigía que se retirase de la vida pública puesto que un padre no podía postrarse ante su hijo, como requeriría el protocolo en este caso. 
Así, Cixi se decantó abiertamente porque el Gran Consejo nombrase a su propio sobrino Guangxu, hijo del príncipe Chun. Chun era hijo del emperador Daoguang (1782-1850) y hermanastro del emperador Xianfeng, por lo que Guangxu era en principio inelegible por pertenecer a la misma generación que el propio Tongzhi. Pese a las protestas de algunos de los consejeros, el Gran Consejo aceptó la sucesión de Guangxu por 11 votos frente a los 7 que recibió Zaicheng y el único voto a favor de Pulun. Una vez establecida la sucesión, Cixi anunció que adoptaría formalmente a Guangxu, y se aseguró la regencia sobre Guangxu para ella misma y Ci'an, garantizando su continuado control sobre el gobierno de China. 
La elección de Guangxu escandalizó a buena parte de los mandarines y clases educadas del Imperio Chino, por cuanto Guangxu, como miembro de la misma generación que Tongzhi, no podía llevar a cabo los ritos funerarios del emperador Tongzhi, cuya alma quedaba condenada al abandono. Esta falta de amor filial de Cixi para con su propio hijo estremeció a muchos de los mandarines, y algunos censores del imperio se atrevieron a escribir memoriales al trono reclamando una sucesión digna para el emperador Tongzhi.

## Regencia de Guangxu (1874-1889)

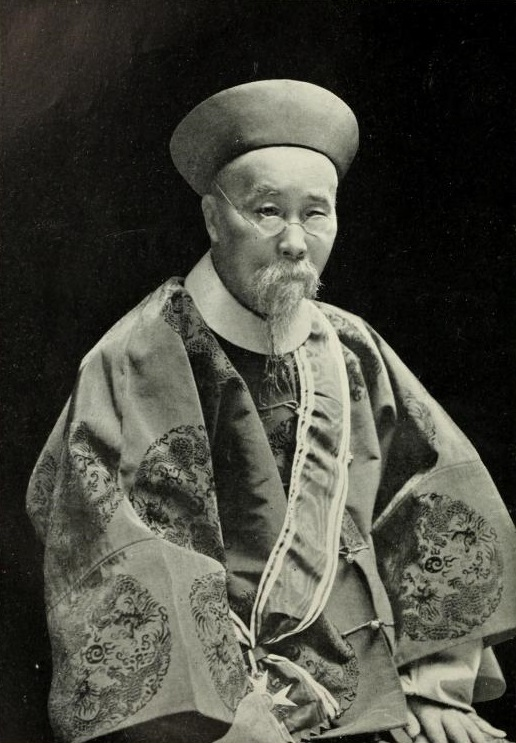
Li Hongzhang, virrey, ministro y estadista aliado de Cixi, y uno de los principales modernizadores de China hacia finales del.

Cixi, firmemente asegurado su control sobre el poder, ignoró estas objeciones, y reprimió duramente toda crítica interna. Poco después del ascenso al trono de Guangxu, Cixi cayó gravemente enferma y hubo de dejar los asuntos de estado en manos de su co-regente Ci'an al menos durante el año 1876. Hasta entonces, Ci'an había mantenido una tenue amistad y alianza con Cixi. Los asuntos de estado generalmente aburrían a Ci'an, quien prefería dejarlos en mano Cixi. Su repentina irrupción en los mismos parece que estimuló a muchos cortesanos a convertir a Ci'an en un contrapoder a Cixi, que continuó de manera tenue una vez Cixi se hubo recuperado de su enfermedad. Aunque Ci'an no solía intervenir en los asuntos de estado, sí que influyó en nombramientos de gobernadores y virreyes, a menudo en contra de los deseos de Cixi. Además, el joven Guangxu prefería a Ci'an, amable y cariñosa, frente a Cixi, dura y exigente. Esto parece que estimuló una creciente rivalidad entre las dos co-regentes, hasta que en 1881, Ci'an falleció repentinamente. Aunque las habladurías acusaron a Cixi de haberla envenenado, no hay pruebas ni razones específicas para ello. En todo caso, en Cixi pasó a ocupar el poder en solitario, algo que continuaría haciendo hasta su propia muerte.

#### Reformas e intentos de modernización
Entre tanto, la influencia del príncipe Kung y otros estadistas de la vieja guardia se había erosionado a favor de arribistas y nobles manchúes de escasa preparación, y Cixi fue cada vez más rodeándose de aduladores y corruptos, como su favorito Li Hongzhang, a quien Cixi había nombrado virrey de Zhili en 1867 y había sido responsable de buena parte de la política exterior desde la caída en desgracia del príncipe Kung. Li Hongzhan había usado su cargo de virrey de la provincia circundante a Pekín, y su control sobre el puerto de Tientsin, para enriquecerse por medio de sobornos por parte de potencias extranjeras, y promoviendo la introducción de telégrafos y ferrocarriles. Su abierta venalidad escandalizaba a los dignatarios extranjeros, pero su innata inteligencia le hicieron entender pronto que para garantizarse su estatus como virrey y estadista de primer orden, todo lo que tenía que hacer era ser extravagantemente generoso con Cixi, a la que agasajaba con continuos y carísimos presentes.
Li Hongzhang es un ejemplo de los oficiales de alto rango que Cixi favorecía para controlar las grandes provincias de China. Estos mandarines, que también incluían a Zeng Guofan y a Zuo Zongtang y, algo posteriormente, a Yuan Shikai, habían típicamente ascendido en el escalafón militar durante la rebelión Taiping y la rebelión Nian y, habiéndose ganado el favor imperial, habían sabido presentarse ante Cixi como defensores de la China tradicional y del poderío del trono del dragón. Cixi había confiado en ellos las provincias clave de China (Li Hongzhang gobernaba Zhili, mientras que Zuo Zongtang estaba a cargo de Fuzhou, y Guofan de Liangjiang) y usaba su consejo, a menudo en oposición al del Zongli Yamen, en todo lo relacionado con las relaciones exteriores. En todos los casos, estos mandarines agasajaban a Cixi continuamente con espléndidos regalos y no tomaban ninguna decisión sin hacer partícipe de ella a Cixi. 
Hasta finales de la década de 1860, el consenso entre los mandarines y nobles de la corte, con los príncipes Kung y Chun a la cabeza, sugería que la principal desventaja de China frente a Occidente se debía a la inferioridad de su industria militar. Cixi había abrazado esta teoría, pues casaba con su tendencia conservadora: no había necesidad de reformar el estado, ni de limitar los poderes del trono, sino solo de modernizar el ejército y la industria naval. Así, Cixi dejó en manos de Li Hongzhang y otros nobles y oficiales provinciales la modernización militar de China, lo que se trasladó en un esfuerzo serio por mejorar arsenales, defensas y una armada moderna, a menudo con ayuda y préstamos de las potencias occidentales: Francia sufragó y ayudó en la construcción del famoso arsenal de Fuzhou, y el Reino Unido en la creación de un sistema aduanero y de una armada moderna. Estos esfuerzos se vieron limitados por la falta de recursos de China que estaba económicamente exhausta tras la rebelión Taiping y la falta de interés que Cixi y el trono tenían por las reformas. Pese a ello, Cixi apoyó tibiamente el llamado movimiento de autofortalecimiento.
Para principios de la década de 1870, Li Hongzhang y otros oficiales moderados habían concluido que la modernización militar iba a ser insuficiente para poner a China al nivel de potencia mundial que había tenido hasta finales del siglo XVIII. Por medio de sus contactos con diplomáticos y comerciantes occidentales, entendieron que además de la industria militar, era necesario desarrollar una infraestructura seria basada en ferrocarriles, telégrafos y buques mercantes, lo que chocaba frontalmente con los deseos de Cixi, que había puesto a estos oficiales a cargo de las provincias marítimas con la esperanza de que todo intento de occidentalización se limitara a los puertos comerciales de China. 
Usando su influencia y favor, Li Hongzhang convenció sucesivamente a Cixi, a menudo a través de fabulosos regalos, de la necesidad de apoyar la industria minera del carbón en Manchuria, la industria textil de Shanghái, o la industria naviera de Tientsin. Por ejemplo, a través de Li Hongzhang, Cixi rubricó la creación en 1872 de la Compañía China de Navegación a Vapor, que finalmente llevaría a la explotación de las minas de carbón de Kaiping, al desarrollo de la industria textil de Shanghái, y a la creación de la Administración Imperial de Telégrafos. 
Estos desarrollos fueron insuficientes y muy limitados. La poca voluntad de Cixi para aprobar reformas significaba que todas se llevaban a cabo por medio de corrupción y de nepotismo. El énfasis en desarrollar ciertas industrias dejaba a un lado la necesidad de crear escuelas industriales y de ingeniería para formar profesionales capaces de dirigir la expansión industrial, con lo que ésta estaba muy limitada a ciertos sectores por falta de talento local, y a menudo quedaba en manos de occidentales empleados por China, o eran sostenidas por capital extranjero. 
De hecho, Cixi era abiertamente hostil a cualquier intento de reforma o apertura educativa, que veía como una amenaza a la sociedad confuciana tradicional, y por ello a su férreo control sobre todos los estratos de la administración China. Pese a ello, luego de la revisión de la Convención de Pekín, Cixi había accedido a permitir que un número limitado de estudiantes marcharan a Estados Unidos a estudiar en universidades americanas. Yung Wing, el primer graduado universitario chino de la historia, consiguió que Cixi aprobara por medio del príncipe Kung y del Zongli Yamen, la creación de una escuela de traductores de textos técnicos conocida como la Tongwenguan. Dirigida por un americano, William Martin (1827-1916), la Tongwenguan pasó a enseñar ciencias y matemáticas occidentales entre 1869 y 1895. Cixi recelaba abiertamente de la enseñanza de ciencias, pero accedió a que se enseñaran matemáticas convencida al parecer de que ello permitiría disponer de horóscopos más precisos.
Cixi se hallaba de facto aislada del resto del mundo en la Ciudad Prohibida, dependiente de los memoriales que enviaban los mandarines provinciales, los cuales a menudo mentían u omitían detalles y eventos a fin de evitar caer en desgracia ante Cixi. A su escasa comprensión del mundo moderno se añadían la falta de reformistas dentro de la corte imperial, el poco interés de Cixi por las reformas, y la falta de recursos económicos del tesoro imperial, con lo que Cixi estaba en gran medida en manos de una serie de nobles y oficiales tan interesados en mantener su propio poder como ella misma, y totalmente reacios a reformar de forma sistemática el estado Qing. Esto se veía favorecido por la propia venalidad de Cixi (quien llegó a acumular una fortuna de unos 25 millones de taeles de plata), que la hacían muy predispuesta a aceptar regalos y sobornos a cambio de favores y decisiones políticas.

#### Fracaso modernizador

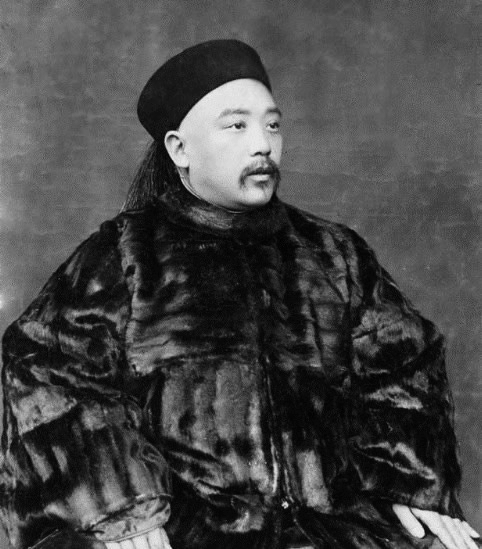
El general Yuan Shikai hizo su carrera y fortuna durante las últimas décadas del reinado de Cixi. Posteriormente, sería instrumental en derrocar a los Qing, y se convertiría en el primer presidente de la República China, antes de proclamarse brevemente emperador.

Para principios de la década de 1880, conforme la regencia de Guangxu tocaba a su fin, estaba claro que China había fracasado en industrializarse y modernizarse. Las industrias chinas era poco competitivas, dependientes de los occidentales y existían con base en monopolios que evitaban la aparición de una red industrial más densa. El estado seguía gobernado de una forma completamente centralista: el trono del dragón, con Cixi a la cabeza, supervisaba toda acción llevada a cabo por los mandarines provinciales. La administración se renovaba por medio del Sistema de examen imperial chino, que enfatizaba el conocimiento de los clásicos literarios y filosóficos confucianos, pese a la necesidad cada vez más patente de tener oficiales versados en materias prácticas como derecho internacional, finanzas, o comercio. La recaudación de impuestos, basados en impuestos agrícolas y de capitación, seguía estancada con estructuras fiscales que databan del reinado del emperador Qianlong, y era totalmente inadecuada a las necesidades de un estado moderno. Cixi favorecía esta forma del estado porque le garantizaba el poder absoluto, y el resto de oficiales lo apoyaban porque les garantizaba su propia supervivencia política. 
El fracaso chino se hizo patente a partir de 1882. Luego del Incidente de Imo, Japón trató de invadir Corea, tradicionalmente un estado vasallo de China. Los japoneses instigaron una serie de revueltas internas que trataban de imponer reformas prooccidentales en Corea con ayuda de los japoneses. Usando a su aliado, el brillante general Yuan Shikai, Li Hongzhan facilitó la invasión china de Corea para restablecer el orden, y asegurarse el vasallaje continuado de Corea. Aunque Cixi aprobó la jugada, ésta se desarrolló en detrimento de la Guerra franco-china (1884-1885), pues las tropas enviadas a Corea fueron desviadas de su intervención en el sur de China, donde se libraba un conflicto abierto con Francia por el control de Vietnam y los pasos fronterizos. Tras la Batalla de Fuzhou en 1884, el arsenal principal de los Qing en el sur de China fue arrasado por Francia, y Cixi decidió abandonar el teatro de operaciones del sur, que consideraba perdido, a favor del de Corea. Así, permitió a los franceses tomar el control de Formosa (actual Taiwán), y Cixi se centró en su cuestionable victoria en Corea. El coste de la derrota en el sur de China fue grande. Además de Formosa, Cixi perdió el control de Vietnam y Birmania, que habían sido vasallos de China hasta unos pocos años antes. Igualmente, la fragilidad China quedó contrastada con la ambición de Japón, que estaba inmerso en las reformas Meiji.

## Reinado de Guangxu (1889-1908)
Técnicamente, Guangxu había de ascender al trono a los 16 años, en 1887. Debido a su prestigio y poder, Cixi fue "disuadida" por los oficiales de la corte, con Weng Tonghe y el príncipe Chun a la cabeza, de que pospusiera la ascensión de Guangxu al menos dos años, aduciendo la juventud e inexperiencia del emperador. Cixi, con pretendidos recelos, aceptó este "consejo" y legitimó su continuado control sobre el trono por medio de un instrumento legal que la permitía ayudar a Guangxu de manera indefinida. 
Pese a ello, Guangxu comenzó a adquirir poco a poco más responsabilidades. En 1886 presidió su primera ceremonia del arado en el Templo de la Agricultura, y empezó a comentar los documentos imperiales. En 1887, Cixi le permitió empezar a emitir edictos. 
En 1889, Guangxu se casó, y como jefe de su propia casa, ascendió al trono. Sus esponsales fueron precedidos de un fuego que consumió la Puerta de la Suprema Harmonía de la Ciudad Prohibida, y una serie de inundaciones y malas cosechas que fueron interpretados como presagios de la pérdida del Mandato del Cielo de la dinastía Qing. La esposa principal de Guangxu fue seleccionada por Cixi. El honor recayó en Jingfen, conocida como la emperatriz Longyu, que era sobrina de Cixi y por tanto prima del propio Guangxu. Cixi también eligió a las otras dos consortes imperiales, la Consorte Zhen y la Consorte Jin. Guangxu se encaprichó de Zhen en detrimento de la emperatriz Longyu, lo cual enfureció a Cixi. En 1894, usando su rango de jefa de la casa imperial, Cixi degradó a Zhen y a Jin, y se dice que las hizo azotar. Cixi las acusaba de haber intentado influir en política.

### Retiro (1889-1898)
Cuando Guangxu se desposó el 5 de marzo de 1889, Cixi se retiró oficialmente de su segunda regencia, pero siguió como cabeza del clan imperial. Muchos oficiales y nobles siguieron agasajándola y pidiendo su consejo, a menudo a costa del propio emperador. Inicialmente, se retiró a vivir a la zona norte de la Ciudad Prohibida, al palacio reservado a las viudas imperiales, pero pronto Guangxu la invitó a mudarse al Palacio de Verano en las afueras de Pekín, que había empezado a restaurar a fin de acomodarla.
Pese a su retiro, Guangxu y el resto de oficiales continuaron visitándola todos los meses, y consultando con ella toda gran decisión. Weng Tonghe observó que mientras el emperador lidiaba con los asuntos ordinarios de la administración, el Gran Consejo se dedicaba a los asuntos más complejos, y los grandes asuntos de estado eran siempre consultados con Cixi. 
En 1894 estalló la primera guerra sino-japonesa, instigada por Japón a fin de anexionarse Taiwán. La anexión de Taiwán seguía a una política expansionista japonesa ya vista tras el Incidente de Imo de 1882, y de la anexión del Reino de Ryūkyū en 1874. Cixi insistió en dirigir la política militar en este conflicto, a menudo negando o desautorizando al emperador. Insistió igualmente en tener acceso a los memoriales secretos de palacio, una práctica que continuó hasta 1898, cuando se hizo innecesaria.
El estallido de la guerra en 1894 coincidió con el 60 cumpleaños de Cixi. Cixi había querido celebrarlo por todo lo alto, según el modelo del 70 y 80 cumpleaños de la Emperatriz Xiaoshengxian (la madre del emperador Qianlong). Los planes incluían una marcha triunfal entre la Ciudad Prohibida  y el Palacio de Verano, decoraciones festivas en Pekín, representaciones teatrales y banquetes públicos, amnistías a prisioneros, y la restitución de mandarines degradados. Sin embargo, la guerra con Japón obligó a cancelar los actos, y Cixi se hubo de contentar con una celebración mucho más modesta y barata en la Ciudad Prohibida. 
La guerra sino-japonesa desembocó en desastre. La Flota de Beiyang, orgullo de las reformas navales chinas, fue completamente destruida por los japoneses. China hubo de rendirse, ceder Taiwán, y renegar del vasallaje de Corea, que pasó a la órbita de Japón.
La derrota puso en entredicho la actitud conservadora de Cixi. Guangxu, influenciado por oficiales reformistas como Kang Youwei, Tan Sitong y Liang Qichao, llegó a la conclusión de que China había de adaptarse a los tiempos modernos, adoptando un sistema de monarquía constitucional según el modelo japonés y alemán. 
Convencido de la necesidad de reformar el estado, en 1898 Guangxu lanzó la Reforma de los Cien Días. Este proceso incluía la abolición del sistema de exámenes imperiales, la reforma territorial y agraria de China, la creación de escuelas técnicas y de universidades, la escolarización de todos los chinos y la reforma constitucional de China hacia una monarquía parlamentaria. 
Las reformas fueron abruptas, mal planteadas, y carentes de apoyos entre la élite cortesana y la burocracia mandarina. Sobre todo, alarmaron a Cixi, quien temía que las reformas llevaran a grandes desórdenes, y que además acabaran por disolver el poder del trono imperial y el suyo propio. La reacción inmediata de muchos nobles manchú, como el príncipe Qing, el general Ronglu o el ministro Yuxian, fue la de acudir a Cixi alegando que el Ming-Shi (Oficina de Reformas) estaba conspirando contra el trono. Los rumores de traición del propio emperador Guangxu empezaron a correr, sobre todo después de la supuesta llegada a Pekín del ex primer ministro de Japón Ito Hirobumi el 11 de septiembre de 1898. La llegada de Hirobumi a Pekín junto con la casi simultánea llegada del misionero Timothy Richard a la capital alarmó a los cuadros mandarines conservadores, temerosos de que con el apoyo de Kang Youwei, Hirobumi y Richard iban a forzar una alianza entre el Reino Unido, China, Japón y los Estados Unidos. Yang Shenxiu fue más lejos, sugiriendo en un memorial al trono fechado el 20 de septiembre de 1898 una federación con estos países por medio de la cual China renunciaría a su propia soberanía, dejando a China bajo la tutela de estas potencias a fin de modernizarla y permitirla renacer de sus cenizas. 
El temor a las reformas y, sobre todo, a perder las riendas del poder, llevaron a Cixi a sancionar un golpe de Estado contra Gaungxu. El 21 de septiembre de 1898, el general Ronglu arrestó a Guangxu y lo llevó a la Terraza del Océano, un pabellón palaciego en una isla del lago sur de la zona oeste de la Ciudad Prohibida, unido al resto del complejo palaciego por medio de un único puente. Cixi emitió al mismo tiempo un edicto declarando a Guangxu totalmente incapacitado para el trono, y el reinado de Guangxu llegó a su fin. Cixi ajustició a muchos de los reformistas, aunque Kang huyó al sur de China y pasó a residir en Shanghái bajo la protección del Reino Unido. Inicialmente, Cixi planeaba forzar a Guangxu a abdicar, pero las protestas del embajador británico y la dificultad de encontrar a un sucesor manejable al disuadieron de ello pronto. Así, Cixi se contentó con mantener a Guangxu bajo arresto, y bajo la ficción de que continuaba reinando bajo la tutela de Cixi.

### Rebelión de los Bóxers y Etapa Final
De esta forma, Cixi retomó el poder en un golpe de Estado mientras que el emperador Guangxu quedó confinado en palacio, apartado del poder real. 

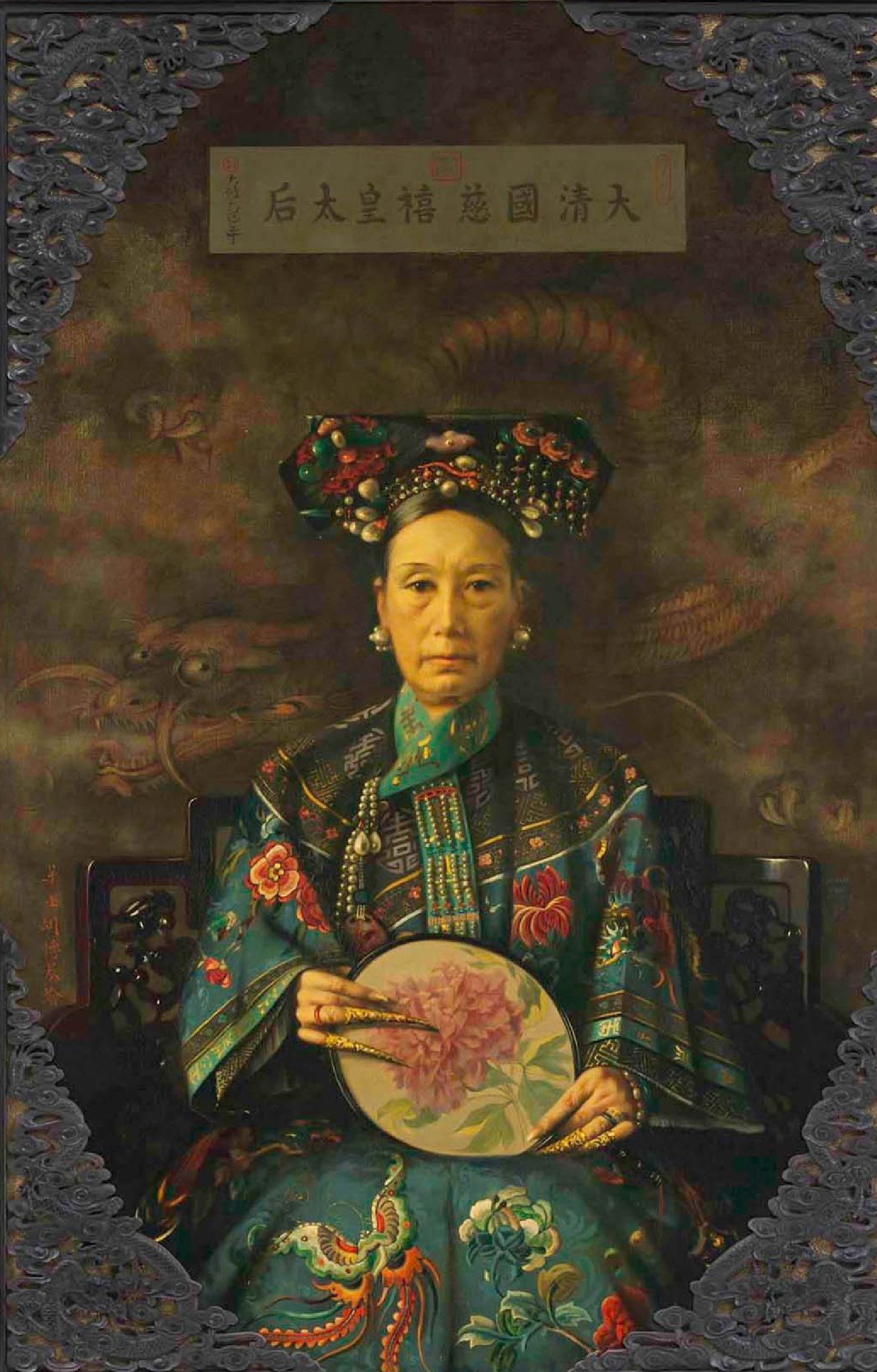
Emperatriz Regente Cixi (1900).

En 1899, un año después de retomar el poder, la emperatriz tuvo que lidiar con la rebelión de los bóxers, una sublevación de carácter conservador y xenófobo, a la que finalmente, sobre todo tras la muerte del embajador de Alemania, decidió apoyar indirectamente o, más bien, intentó instrumentalizar. Permitió que la rebelión se extendiera por el norte de China con el cálculo de que forzaría la expulsión de las potencias occidentales del país, y a sabiendas de que los bóxer apoyaban el gobierno del Hijo del Cielo. Así, instruyó a Ronglu y demás generales a permitir que los rebeldes bóxer avanzaran hacia Pekín. 
Finalmente, Cixi perdió el control de la rebelión. Los bóxer no tenían una agenda propia más allá de su xenofobia. Querían vengarse de los demonios extranjeros, y por ello tenían amplio respaldo de algunos gobernadores provinciales, pero eran brutales en sus métodos, y no tenían ningún deseo de modernizar el estado desde dentro. Al llegar a Pekín, Cixi esperaba que tomaran rápidamente el barrio de las legaciones occidentales, expulsando a los embajadores extranjeros. Pero los bóxer, pobremente armados y mal organizados, se encontraron con la oposición armada de las milicias que los occidentales habían organizado para su defensa. Cixi inicialmente favoreció a los bóxer, impidiendo que los diplomáticos extranjeros pudieran salir del barrio de las legaciones o abastecerse. Conforme quedó claro que los bóxers no iban a tomar fácilmente las legaciones, y ante las noticias de que un ejército de socorro venía desde Tientsin, Cixi cambió de política, y empezó un acercamiento con las potencias occidentales. Mandó a proteger el barrio de las legaciones extranjeras y los cañones se apuntaban varios centímetros más arriba de lo que debían de tal forma que no hubo daños de gran tamaño; incluso les mandó fruta y alimentos frescos. Tras 55 días de sitio, el ejército de socorro llegó a Pekín, y disolvió la rebelión. Las tropas de las potencias extranjeras capturaron Pekín, y amenazaron con tomar la Ciudad Prohibida. Desprovista de tropas suficientes para defenderse, Cixi y su corte decidieron huir de la Ciudad Prohibida el 15 de agosto de 1900, y refugiarse en el interior del país para escapar de ser capturados por las potencias occidentales. El gran temor de Cixi es que los aliados reinstalaran a Guangxu en el poder y China se convirtiera en su protectorado. 
Cixi, Guangxu y la corte huyeron primero hacia la Gran Muralla, esperando poder refugiarse en Rehe, como hiciera Xiangfeng en 1860. Sin embargo, les llegaron noticias de que Rusia había invadido Manchuria, con lo que cambiaron de dirección y se dirigieron con gran penuria hacia Xi'an, en el interior de China. La decisión de huir a Xi'an estaba motivada por razones historicistas, pues Xi'an era una capital histórica de China, y había sido la capital de los Qin, como militares, pues estaba protegida de la llanura del río Amarillo por las montañas de Shaanxi.
A fin de mantener la ficción de que controlaba todavía el país, Cixi insistió en convertir su huida en un "tour de inspección" de las provincias, al modo de los que habían protagonizado los ilustres emperadores Qianlong o Kangxi. Durante el mismo, Cixi pudo observar por primera vez la pobreza rural y las condiciones de vida miserables de sus súbditos, y se quejó amargamente a sus ministros de haberle ocultado la situación. La corte llegó a Xi'an para octubre de 1900, y Cixi decidió esperar para ver cómo se desarrollaban los acontecimientos. Los aliados, sin órdenes de perseguir o capturar a la emperatriz viuda, habían decidido permanecer en Pekín, y usaron su presencia militar para proteger los intereses occidentales en la zona de Pekín y Tientsin, que había quedado bajo su control. Rusia había invadido Manchuria, y controlaba desde septiembre de 1900 todo Liaodong y Jilin. Algunos gobernadores del sur de China, incluyendo a Li Hongzhang, Yuan Shikai y Zhang Zhidong, decidieron crear una liga de autoprotección con la que contrarrestar todo intento de invasión aliada, y sofocar la revuelta de los bóxer. En particular, Yuan Shikai, como gobernador de Shandong, reprimió con dureza a los bóxer, y posteriormente desplegó sus tropas en Zhili, que capturó a lo largo de 1901, y donde restauró el orden. Refugiada en Xi'an, Cixi había quedado aislada de los acontecimientos, y fue solo gracias a la legitimidad del trono que consiguió sobrevivir políticamente al desastre.
Ante el temor de que se produjera un impasse, con el sur de China controlado por los virreyes y gobernadores provinciales, y el norte por señores de la guerra y los aliados, Cixi decidió acceder a la apertura de conversaciones diplomáticas para reconducir el conflicto. Las potencias occidentales, poco deseosas de ocupar China, forzaron la firma del Protocolo Bóxer el 7 de septiembre de 1901, exigiendo una indemnización de 450 millones de taeles de plata, además de garantías de protección de los occidentales, y de reformas estructurales serias en China, incluyendo la abolición del Zongli Yamen y la creación de un Ministerio de Asuntos Exteriores. Cixi accedió a los términos del Protocolo Bóxer porque conllevaba muy poco coste político para ella: los términos eran onerosos, pero la permitían seguir con las riendas del poder, y no estaba frontalmente opuesta a muchas de las reformas que imponían. Tras la firma del tratado, Cixi instruyó a Yuan Shikai que pacificara todo el norte de China.
En 1902, una vez el trauma de la humillación hubieron pasado, Cixi decidió regresar a la Ciudad Prohibida. Las indemnizaciones de guerra fueron pagadas entregando el control y la recaudación de las aduanas a los aliados. Aunque su poder efectivo se redujo considerablemente tras las derrotas militares frente a Japón y las potencias occidentales, Cixi mantendría el control del Imperio hasta su muerte.
Tras su vuelta a Pekín, Cixi se mostró mucho menos reacia a la modernización de China, y mucho más amistosa con los occidentales. Muchas de las reformas de los cien días de Guangxu fueron implementadas en este período por la propia Cixi. En 1905, a instancias de Yuan Shikai, Cixi abolió el sistema de exámenes imperiales que había imperado en China desde el año 606. En 1906 creó un Ministerio de Educación y un sistema de educación primaria, secundaria, y terciaria según el modelo japonés. Ese mismo año, promulgó los "Principios de una Constitución", a fin de convertir el estado en una monarquía constitucional con un parlamento que había de ser constituido en 1917. Aprobó la reforma del ejército, acabando con el predominio manchú. 
En sus últimos años, empezó a organizar recepciones en los jardines de la Ciudad Prohibida, donde invitaba a las esposas de los diplomáticos extranjeros. Se dejó retratar por artistas occidentales, y se mostró muy impresionada por nuevas tecnologías como la luz eléctrica o el teléfono.
El 14 de noviembre de 1908 murió el emperador Guangxu, según algunos envenenado por órdenes suyas. Desde hacía algunas semanas, Cixi había presentido su muerte, y con la salud afectada, podría haber decidido envenenar a Guangxu a fin de evitar que este pudiera volver a gobernar. Al día siguiente, el 15 de noviembre de 1908, Cixi eligió a Puyi, un sobrino de Guangxu, como emperador, y confió la regencia a la Emperatriz viuda Longyu. Murió ese mismo día.

## Distinciones honoríficas
- Dama Gran Cordón de la Orden de la Preciosa Corona (Imperio de Japón).[7]